# Esplosione d'amore
Esplosione d'amore è il terzo album in studio del cantante napoletano Anthony, pubblicato nel 2006.

## Tracce
1. Na favola
2. Perché a decidere
3. Esplosione d'amore
4. Esageratamente
5. Te sto vicino  (con Tony Marciano)
6. Sti fotografie
7. Nunn a fà suffrì
8. Nun tè vo bene
9. Te pò fà male
10. So e mieze a via